# NATO Consultation, Command and Control Agency
De NATO Consultation, Command and Control Agency, of kortweg NATO C3 Agency (Nederlands: NAVO C3 Agentschap) of NC3A, is een voormalig agentschap van de NAVO dat in juli 1996 werd opgericht. Het agentschap had vestigingen in Den Haag en in Brussel (achtereenvolgens 400 en 200 werknemers). Op 1 juli 2012 ging het agentschap op in de toen opgerichte NATO Communications and Information Agency.
Het agentschap hield zich bezig met toegepast wetenschappelijk onderzoek inzake NAVO C4ISR-systemen; deze letters stonden voor: Consultation, Command, Control, Communications, Intelligence, Surveillance and Reconnaissance.
In Den Haag zat het agentschap naast de Haagse vestiging van TNO Defensie en Veiligheid. Het NAVO-agentschap deed ongeveer hetzelfde: toegepast technisch-wetenschappelijk onderzoek ten behoeve van de NAVO. Hierbij was een extra probleem dat de krijgsmachten van de deelnemende landen op één lijn moesten worden gebracht. Dat betekende normen voor standaardisatie, aanbevelingen voor uniform materieel, enz.
Op 1 juli 2012 ging het agentschap samen met de NATO CIS Services Agency (NCSA), de NATO Air Command and Control System Management Agency (NACMA), de Active Layered Theatre Ballistic Missile Defence Programme Office (ALTBMD PO) en HQ Information, Communication Technology Management (ICTM) en ging het verder onder de naam NATO Communications and Information Agency (NCI Agency). Deze organisatie heeft haar hoofdkantoor in Brussel (België), hoofdlocaties in Den Haag (Nederland) en Mons (België), en diverse nevenlocaties in de Verenigde Staten, Europa en Afghanistan.